# Buchnera andongensis
Buchnera andongensis är en snyltrotsväxtart som beskrevs av William Philip Hiern. Buchnera andongensis ingår i släktet Buchnera och familjen snyltrotsväxter. Inga underarter finns listade i Catalogue of Life.